# Rača, Šumadijski okraj
Rača (izvirno srbsko Рача) je naselje v Srbiji, ki je središče istoimenske občine; slednja pa je del Šumadijskega upravnega okraja.

## Demografija
V naselju živi 2165 polnoletnih prebivalcev, pri čemer je njihova povprečna starost 38,4 let (36,9 pri moških in 39,7 pri ženskah). Naselje ima 949 gospodinjstev, pri čemer je povprečno število članov na gospodinjstvo 2,89. To naselje je, glede na rezultate popisa iz leta 2002, večinoma srbsko. V času zadnjih 3 popisov pa je opazen porast števila prebivalcev.
|  |

| Demografija | Demografija     | Demografija     |
| Leto        | Št. prebivalcev | Št. prebivalcev |
| ----------- | --------------- | --------------- |
|             |                 |                 |
|             |                 |                 |
|             |                 |                 |
|             |                 |                 |
| 1948        | 1017            |                 |
| 1953        | 1315            |                 |
| 1961        | 1351            |                 |
| 1971        | 1751            |                 |
| 1981        | 2305            |                 |
| 1991        | 2729            | 2638            |
| 2002        | 2941            | 2744            |
|             |                 |                 |

| Etnična sestava po popisu iz leta 2002 | Etnična sestava po popisu iz leta 2002 | Etnična sestava po popisu iz leta 2002 | Etnična sestava po popisu iz leta 2002 | Etnična sestava po popisu iz leta 2002 |
| -------------------------------------- | -------------------------------------- | -------------------------------------- | -------------------------------------- | -------------------------------------- |
| Srbi                                   | Srbi                                   |                                        | 2.664                                  | 97,08%                                 |
| Črnogorci                              | Črnogorci                              |                                        | 16                                     | 0,58%                                  |
| Makedonci                              | Makedonci                              |                                        | 7                                      | 0,25%                                  |
| Hrvati                                 | Hrvati                                 |                                        | 5                                      | 0,18%                                  |
| Bolgari                                | Bolgari                                |                                        | 5                                      | 0,18%                                  |
| Slovenci                               | Slovenci                               |                                        | 4                                      | 0,14%                                  |
| Romi                                   | Romi                                   |                                        | 4                                      | 0,14%                                  |
| Goranci                                | Goranci                                |                                        | 3                                      | 0,10%                                  |
| Jugoslovani                            | Jugoslovani                            |                                        | 3                                      | 0,10%                                  |
| Muslimani                              | Muslimani                              |                                        | 2                                      | 0,07%                                  |
| Neznano                                | Neznano                                |                                        | 24                                     | 0,87%                                  |